# Blękwit
Blękwit (prononciation : [ˈblɛŋkfit], en allemand : Blankwitt) est un village polonais de la gmina de Złotów dans le powiat de Złotów de la voïvodie de Grande-Pologne dans le centre-ouest de la Pologne.
Il se situe à environ 1 kilomètre au sud de Złotów (siège de la gmina et du powiat), et à 107 kilomètres au nord de Poznań (capitale de la Grande-Pologne).
Le village possédait une population de 220 habitants en 2006.

## Histoire
De 1975 à 1998, le village faisait partie du territoire de la voïvodie de Piła.

Depuis 1999, Blękwit est situé dans la voïvodie de Grande-Pologne.